# Dick Powell

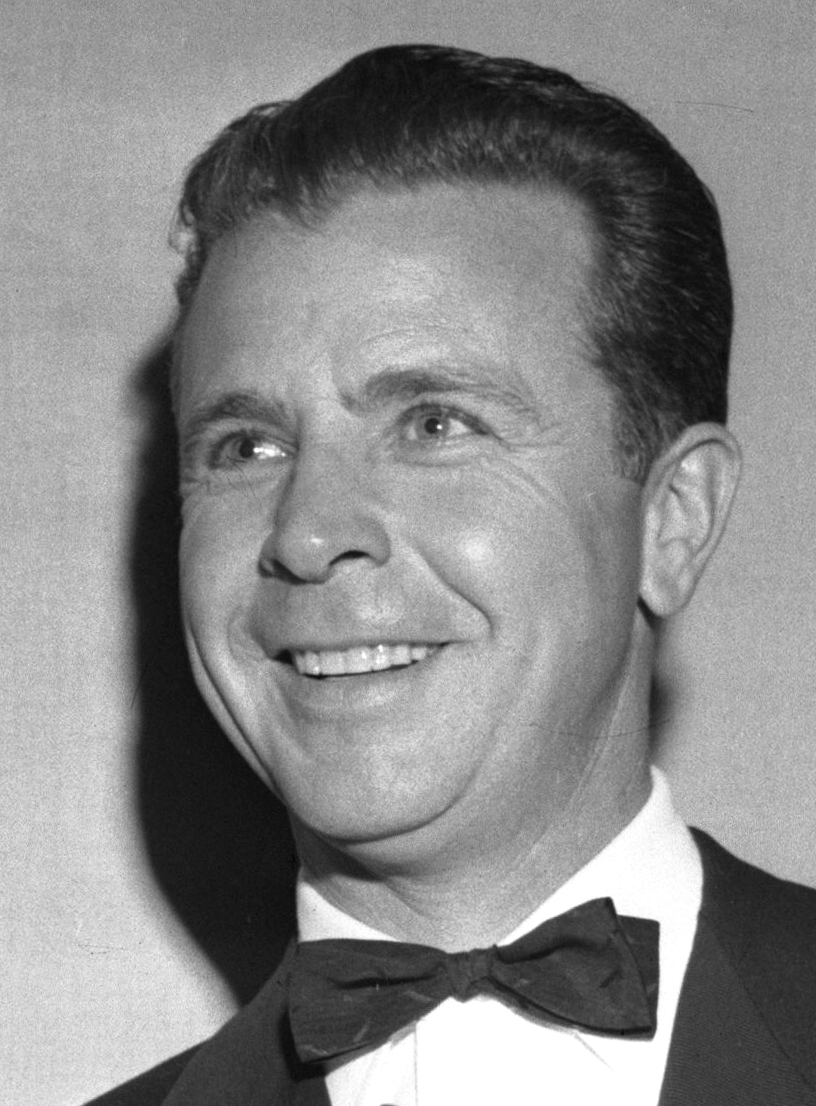
Dick Powell (1948)

Richard Ewing „Dick“ Powell (* 14. November 1904 in Mountain View, Arkansas; † 2. Januar 1963 in West Los Angeles, Kalifornien) war ein US-amerikanischer Schauspieler, Sänger, Regisseur und Filmproduzent. Seinen Durchbruch erlangte Powell in den frühen 1930er-Jahren mit Hauptrollen in den Musicalkomödien von Busby Berkeley. Ab dem Film Murder, My Sweet (1944) vollzog er einen Imagewandel und wurde zu einem bedeutenden Darsteller des Film noir. In den 1950er-Jahren begann er als Regisseur Filme wie Duell im Atlantik zu inszenieren und galt bei seinem Tod als einer der einflussreichsten Fernsehproduzenten der USA.

## Leben und Wirken
Im Jahr 1914 zog die Familie nach Little Rock, wo Powell mit zwei Brüdern aufwuchs. Er begann seine Karriere als Sänger und Musiker in verschiedenen Bands, wo er von Agenten des Filmstudios Warner Brothers entdeckt wurde und dort 1932 einen Vertrag unterzeichnete. 
1933 wurde er, jeweils an der Seite von Ruby Keeler, durch seine Rollen in den drei Busby-Berkeley-Musicals Die 42. Straße, Parade im Rampenlicht und Goldgräber von 1933 bekannt. Weitere Filmmusicals mit Busby Berkeley folgten. 1935 übernahm er in Max Reinhardts Shakespeare-Verfilmung Ein Sommernachtstraum die Rolle des Lysander. In späteren Filmen wie Stage Struck oder Gold Diggers of 1937 war Joan Blondell seine Partnerin, die er 1936 heiratete. Zu seinem Leidwesen wurde Powell früh auf das leichte Rollenfach festgelegt. So verkörperte er vor allem junge Liebhaber mit optimistischem und charmantem Auftreten. Häufig beinhalteten seine Filmauftritte auch Gesangseinlagen, so war er beispielsweise 1934 im Film Broadway-Show der erste Interpret des Evergreens I Only Have Eyes for You. Teilweise gab es auch Veröffentlichungen von Powell auf Schallplatte. 

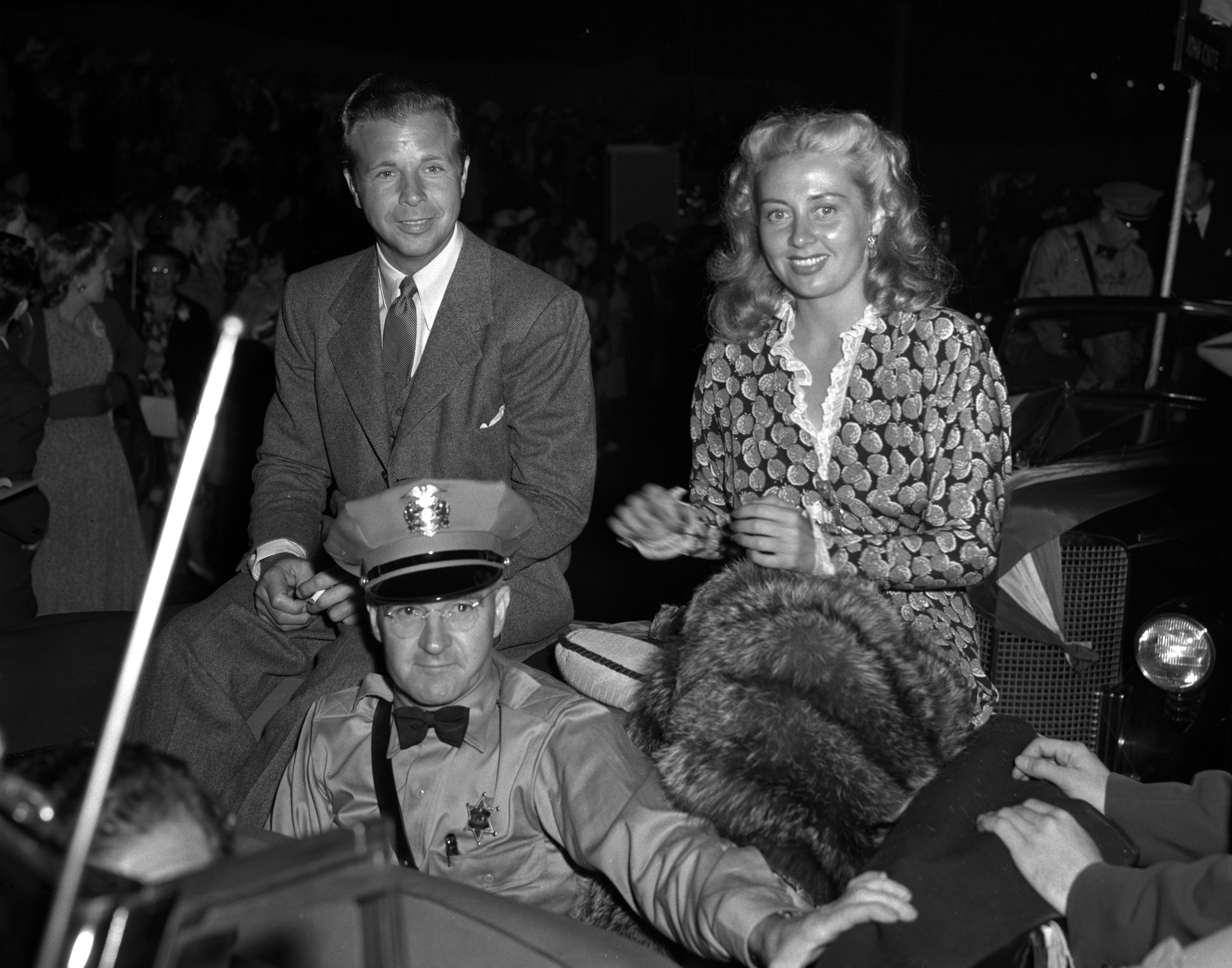
Powell und Joan Blondell (1941)

1940 wechselte er zu Paramount Pictures, wo zu seinen bemerkenswerteren Filmen die Komödien Weihnachten im Juli (1940) von Preston Sturges und Es geschah morgen (1944) von René Clair zählten. Der ersehnte Imagewandel gelang ihm zunächst nicht, so bewarb er sich vergebens um die männliche Hauptrolle in dem Film noir Frau ohne Gewissen. 1944 schaffte Powell schließlich den erfolgreichen Imagewechsel als hartgesottener Privatdetektiv Philip Marlowe in der RKO-Produktion Murder, My Sweet. Raymond Chandler, der Autor der Romanvorlage, bezeichnete Powells gleichermaßen raue wie verletzliche Darstellung als die seinen Intentionen am nächsten kommende. In den folgenden Jahren etablierte sich Powell als Darsteller dramatischer Rollen in Film noirs wie Cornered, Johnny O’Clock, Pitfall und Cry Danger. 
1952 gründete er zusammen mit Charles Boyer, David Niven die Fernsehproduktionsfirma Four Star Productions. Four Star Productions gab Neulingen wie Sam Peckinpah, Aaron Spelling und Frank Baur Gelegenheit, Regie zu führen oder sich als Produzent zu betätigen. Powell konzentrierte sich ab Mitte der 1950er-Jahre hauptsächlich auf seine Karriere als Filmregisseur und Fernsehproduzent, selbst stand er nur noch gelegentlich vor der Kamera. Sein wohl bekanntester Kinofilm als Regisseur ist der Kriegsfilm Duell im Atlantik mit Robert Mitchum und Curd Jürgens. Zwischen 1956 und 1961 produzierte er die Westernserie Abenteuer im wilden Westen. Von 1961 bis zu seinem Tod war er der Gastgeber und in ein paar Folgen der Hauptdarsteller seiner eigenen Fernsehserie Heute Abend Dick Powell, die mit großem Erfolg auf NBC lief.
Powell wurde für sein Schaffen in den Kategorien Film, Fernsehen und Radio mit drei Sternen auf dem Hollywood Walk of Fame geehrt. Die Adressen lauten 6915 Hollywood Boulevard, 6745 Hollywood Boulevard und 1560 Vine Street. In dem Film Der Tag der Heuschrecke von John Schlesinger wurde er 1975 von seinem Sohn Dick Powell junior verkörpert.
Obwohl Dick Powell wiederholt mit linken Filmemachern wie Edward Dmytryk und Robert Rossen drehte, gehörte er selbst dem konservativen Lager an. Er war mit Ronald Reagan befreundet und unterstützte 1960 die Präsidentschaftskampagne von Richard Nixon.

## Privatleben und Tod

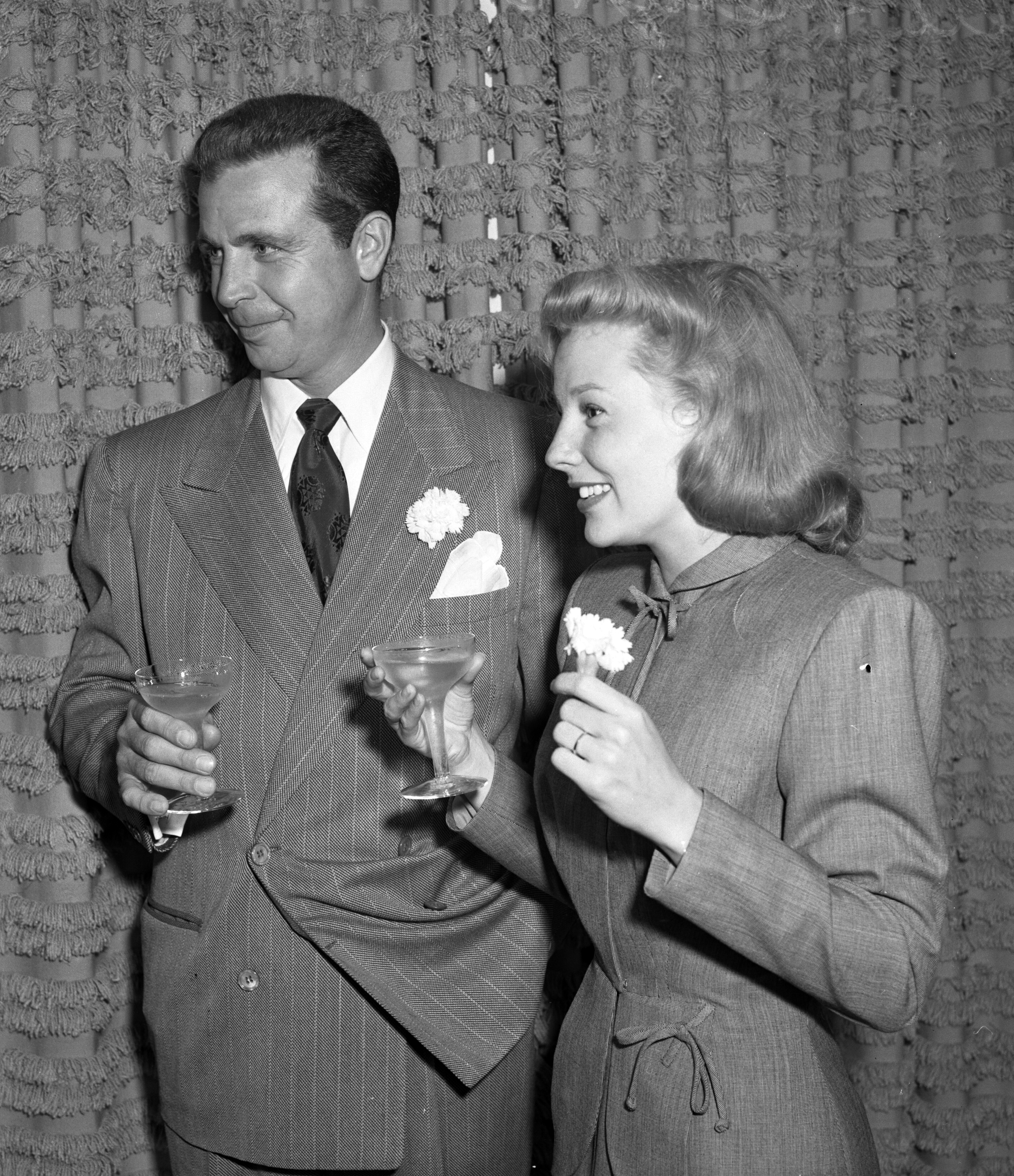
Powell und June Allyson (1945)

Der Schauspieler war dreimal verheiratet; von 1925 bis 1927 mit Mildred Maund, dann mit der Schauspielerin Joan Blondell. Diese Ehe hielt von 1936 bis 1944. Ein Jahr nach der Scheidung von Blondell heiratete er June Allyson, mit der er, wie schon mit Blondell, mehrfach beruflich zusammenarbeitete. Die Ehe mit Allyson hielt von 1945 bis zu Powells Tod.
Am 27. September 1962 lud Powell Journalisten zu einer Pressekonferenz in seinem Haus in Beverly Hills ein und gab bekannt, dass er sich einer Krebsbehandlung unterziehe und zuversichtlich sei, den Krebs zu besiegen. Nur etwas über drei Monate später starb Powell 58-jährig an der Erkrankung, die möglicherweise die Spätfolge einer radioaktiven Kontamination war, die er sich bei den Dreharbeiten zu seinem Film Der Eroberer zugezogen hatte. Die Dreharbeiten fanden in der Nähe eines Atomwaffentestgeländes in der Wüste von Nevada statt. Von der 220-köpfigen Crew und Darstellerriege starben 91 Mitglieder an verschiedenen Formen von Krebs. Powells Witwe June Allyson führte hingegen in einem Interview mit Larry King 2001 den starken Zigarettenkonsum ihres Mannes als Grund für dessen Lungenkrebs an.

## Filmografie (Auswahl)

### Schauspieler
- 1932: Big City Blues (Radiosprecher/Stimme)
- 1933: Urlaub vom Thron (The King’s Vacation)
- 1933: Die 42. Straße (42nd Street)
- 1933: Parade im Rampenlicht (Footlight Parade)
- 1933: Goldgräber von 1933 (Gold Diggers of 1933)
- 1933: Convention City
- 1934: Broadway-Show (Dames)
- 1934: Liebeskadetten (Flirtation Walk)
- 1934: Eine Nacht in Paris (Wonder Bar)
- 1935: Ein Sommernachtstraum (A Midsummer Night’s Dream)
- 1935: Die Goldgräber von 1935 (Gold Diggers of 1935)
- 1935: Der Jazzkadett (Shipmates Forever)
- 1935: Musik um Mitternacht (Thanks a Million)
- 1936: Gold Diggers of 1937
- 1937: Varsity Show
- 1937: Küsse am Broadway (On the Avenue)
- 1938: Going Places
- 1940: Weihnachten im Juli (Christmas in July)
- 1941: Zwei von der Marine (In the Navy)
- 1942: Star Spangled Rhythm
- 1943: Riding High
- 1944: Murder, My Sweet
- 1944: Es geschah morgen (It Happened Tomorrow)
- 1945: Cornered
- 1947: Johnny O’Clock
- 1948: Opium (To the Ends of the Earth)
- 1948: Der Mann ohne Gesicht (Rogues’ Regiment)
- 1948: Gangster der Prärie (Station West)
- 1948: Pitfall
- 1950: Das Raubtier ist los! (The Reformer and the Redhead)
- 1950: Der einsame Champion (Right Cross)
- 1951: Cry Danger
- 1951: Der Cowboy den es zweimal gab (Callaway Went Thataway)
- 1951: Verschwörung im Nachtexpreß (The Tall Target)
- 1952: Stadt der Illusionen (The Bad And The Beautiful)
- 1952–1956: Four Star Playhouse (Fernsehserie, 32 Folgen)
- 1954: Eine Nacht mit Susanne (Susan Slept Here)
- 1956–1961: Abenteuer im wilden Westen (Zane Grey Theatre; Fernsehserie, 15 Folgen)
- 1961–1963: Heute Abend Dick Powell (The Dick Powell Show; Fernsehserie, 29 Folgen)

### Regisseur
- 1953: Explosion in Nevada (Split Second)
- 1956: Der Eroberer (The Conqueror)
- 1956: Ohne Liebe geht es nicht (You Can’t Run Away from It)
- 1957: Duell im Atlantik (The Enemy Below)
- 1958: Kampfflieger (The Hunters)
- 1959: Woman on the Run (Fernsehfilm)